# Chervettes

Chervettes este o comună în departamentul Charente-Maritime, Franța. În 1 ianuarie 2018 avea o populație de 173 de locuitori.